# Halterofilismo nos Jogos Olímpicos de Verão de 2004 - Até 94 kg masculino
A competição da categoria até 94 kg masculino do halterofilismo nos Jogos Olímpicos de Verão de 2004 realizou-se no dia 23 de agosto em Atenas. Um total de 25 atletas competiram.

## Medalhistas
| Ouro   | BUL Milen Dobrev        |
| Prata  | RUS Khadjimurat Akkaiev |
| Bronze | RUS Eduard Tiukin       |

## Resultados
| Pos. | Nome                    | Arranco (kg) | Arremesso (kg) | Total (kg) |
| ---- | ----------------------- | ------------ | -------------- | ---------- |
| 1    | BUL Milen Dobrev        | 187,5        | 220,0          | 407,5      |
| 2    | RUS Khadjimurat Akkaiev | 185,0        | 220,0          | 405,0      |
| 3    | RUS Eduard Tiukin       | 182,5        | 215,0          | 397,5      |
| 4    | IRI Shahin Nasirinia    | 172,5        | 220,0          | 392,5      |
| 5    | VEN Julio César Luna    | 170,0        | 220,0          | 390,0      |
| 6    | TUR Hakan Yilmaz        | 175,0        | 215,0          | 390,0      |
| 7    | KAZ Bakhit Akhmetov     | 180,0        | 210,0          | 390,0      |
| 8    | UKR Anatoli Muchik      | 175,0        | 212,5          | 387,5      |
| 9    | ESP Santiago Martínez   | 175,0        | 207,5          | 382,5      |
| 10   | MDA Evgheni Bratan      | 175,0        | 205,0          | 380,0      |
| 11   | GRE Nikolaos Kourtidis  | 167,5        | 210,0          | 377,5      |
| 12   | CUB Yoandry Hernández   | 167,5        | 207,5          | 375,0      |
| 13   | POL Tadeusz Drzazga     | 170,0        | 200,0          | 370,0      |
| 14   | GEO Arsen Kassabiev     | 155,0        | 207,5          | 362,5      |
| 15   | AZE Alibay Samadov      | 165,0        | 195,0          | 360,0      |
| 16   | IRI Asghar Ebrahimi     | 165,0        | 190,0          | 355,0      |
| 17   | ARG Darío Lecman        | 155,0        | 185,0          | 340,0      |
| 18   | UZB Furkat Saidov       | 145,0        | 175,0          | 320,0      |
| 19   | ARU Isnardo Faro        | 140,0        | 167,5          | 307,5      |
| —    | GRE Akakios Kakiasvilis | 180,0        | —              | DNF        |
| —    | BUL Nikolai Kolev       | 177,5        | —              | DNF        |
| —    | KSA Ramzi Al Mahrous    | 150,0        | —              | DNF        |
| —    | AZE Nizami Paşayev      | —            | —              | DNF        |
| —    | KSA Najim Al Radwan     | —            | —              | DNF        |
| —    | MDA Vadim Vacarciuc     | —            | —              | DNF        |